# Australische Nasenbeutler
Die Australischen Nasenbeutler (Peramelinae) sind eine Unterfamilie aus der Ordnung der Nasenbeutler (Peramelemorphia). Diese Gruppe umfasst acht heute noch lebende Arten und vier ausgestorbene.

## Verbreitung
Die Australischen Nasenbeutler leben in Australien, Tasmanien und anderen vorgelagerten Inseln. Eine Art kommt auch im südlichen Neuguinea vor.

## Beschreibung
Typisch für die Australischen Nasenbeutler ist die lange, zugespitzte Schnauze. Der Schädel ist abgeflacht, was diese Familie von den Neuguinea-Nasenbeutlern unterscheidet. Das kurze Fell ist meist bräunlich gefärbt. Die Vorderzehen sind mit Krallen versehen, die zum Graben dienen. Die Hinterbeine sind größer als die Vorderbeine, wobei die zweite und die dritte Zehe zusammengewachsen sind und gemeinsam mit der großen vierten Zehe die Hauptlast der Fortbewegung tragen. Die Körperlänge beträgt je nach Art 20 bis 55 cm, die größeren Arten erreichen ein Gewicht von bis zu 3 kg.

## Lebensweise
Australische Nasenbeutler bewohnen eher trockene Habitate, wie Savannen und Wüsten. Sie sind vorwiegend nachtaktiv. Den Tag verbringen sie in selbstgegrabenen Bauen, Mulden oder Grasnestern, nachts gehen sie auf Nahrungssuche. Sie leben vorwiegend auf dem Boden. Außer in der Paarungszeit sind sie strikte Einzelgänger.

## Nahrung
Australische Nasenbeutler sind Allesfresser, sie fressen Insekten, deren Larven und kleine Wirbeltiere genauso wie Früchte und andere Pflanzen.

## Fortpflanzung
Im Gegensatz zu vielen anderen Beuteltieren haben Nasenbeutler eine primitive Plazenta. Nach sehr kurzer Tragzeit (oft nur zwei Wochen) kommen zwei bis fünf Jungtiere zur Welt. Die Beutel der Nasenbeutler sind gut entwickelt. Die Jungtiere bleiben rund 50 Tage im Beutel, werden nach rund 60 Tagen entwöhnt und sind im zweiten Lebenshalbjahr geschlechtsreif. Die Lebenserwartung der Australischen Nasenbeutler beträgt in freier Wildbahn selten mehr als drei Jahre, in Gefangenschaft bis zu acht Jahre.

## Bedrohung
Vier Arten der Australischen Nasenbeutler sind bereits ausgerottet, und auch die anderen Arten haben seit der Ankunft der ersten europäischen Siedler einen beträchtlichen Rückgang ihres Verbreitungsgebietes hinnehmen müssen. Ursachen dafür liegen vorwiegend in der Besiedelung und Urbarmachung des ursprünglichen Lebensraumes und in der Verfolgung durch eingeschleppte Raubtiere.

## Systematik
Die Gruppe der Australischen Nasenbeutler, die zu den typischen Vertretern der Fauna Australiens zählt, lässt sich in zwei Gattungen einteilen:
- Zu den Kurznasenbeutlern (Isoodon) gehören fünf Arten, eine davon auch im südlichen Neuguinea.
- In der Gattung der Langnasenbeutler (Perameles) lassen sich acht Arten, davon vier ausgestorbene, unterscheiden.

Früher wurden auch der Schweinsfuß-Nasenbeutler und die Kaninchennasenbeutler in diese Gruppe gezählt, die allerdings dadurch paraphyletisch war. Diese beiden Gattungen werden in jüngeren Systematiken daher als eigene Familien betrachtet.